# Алі Картер
Алістер (Алі) Картер (англ. Allister (Ali) Carter; нар. 25 липня 1979 року)  —  англійський професійний гравець у снукер.
Алі Картер двічі був віце-чемпіоном Чемпіонату світу зі снукеру, в 2008 та 2012 роках, програвши обидва фінали Ронні О'Саллівану. Він виграв чотири рейтингових та один низькорейтинговий турнір та ненадовго досяг другого місця у світовому рейтингу в 2010 році. Як плідний брейкбілдер, Алі зробив більше 300 сотенних серій, чотири з яких стали максимальними (147 очок), у тому числі одна - в Крусіблі.

## Віхи кар'єри
1999 рік. У 20-річному віці досягає півфіналу Гран-прі.
2006 рік. Вперше увійшов до топ-16 професійного туру.
2008 рік. Досягає фіналу чемпіонату світу, зробивши максимальний брейк (147 очок), але програє до титул Ронні О'Саллівану з рахунком 8:18.
2009 рік. Виграє свій перший рейтинговий титул на Відкритому чемпіонаті Уельсу, обігравши в фіналі Джо Свейла 9:5.
2010 рік. Перемагає Джеймі Бернетта 10:7 у фіналі Шанхай Майстерс.
2012 рік. Досягає свого другого фіналу в Крусіблі, але знову програє Ронні О'Саллівану, цього разу 11:18.
2013 рік. Перемога над Марко Фу 9:6 дає Картеру титул German Masters.
2016 рік. Виграв свій четвертий рейтинговий титул, перемігши Джо Перрі в фіналі Yushan World Open з рахунком 10:8. 
2018 рік. Обіграв О’Саллівана в Крусіблі на шляху до чвертьфіналу в матчі, який запам’ятався штовханиною плечами між цими двома гравцями.
2019 рік. Виходить до фіналу World Grand Prix, але там програє 6:10 Джадду Трампу.
2020 рік. Виходить до фіналу Мастерс, перемігши Марка Селбі, Джона Гіггінса та Шона Мерфі, перед тим як програти в напруженому матчі Стюарту Бінгему з рахунком 8:10.
2023 рік. Перериває семирічну серію без рейтингового титулу, вигравши German Masters у Берліні. У фіналі обіграв Тома Форда з рахунком 10:3.
2024 рік. Виграє Лігу Чемпіонату, перемігши у фіналі Джексона Пейджа 3-1, таким чином здобувши свій шостий рейтинговий титул.

## Особисте життя
Нікнейм "Капітан" Картер отримав, оскільки є ліцензованим пілотом літака.
У 2003 році у Картера діагностували хворобу Крона. Він частково контролював це, обмежуючи в своєму раціоні молочні продукти та пшеницю/глютен.
1 липня 2013 року було оголошено, що у Картера був діагностований рак яєчок. Через день йому зробили операцію, і йому порадили відпочити місяць. 19 липня 2013 року він оголосив на своїй сторінці у Twitter, що він у вересні відновить свою кар’єру.
У травні 2014 року місяць World Snooker оголосив, що у Картера діагностували рак легенів і він зробить перерву в спорті, щоб пройти курс інтенсивної хіміотерапії. У серпні 2014 року він успішно завершив лікування цієї вторинної пухлини (метастатичний рецидив раку яєчка), включаючи хірургічне втручання, і у жовтні повернувся до гри в снукер.
У Алі Картера двоє дітей: від Сари син Макс (народився в 2009 році) та від Стелли Інгліш донька Олівія (народилася в 2017 році).
У 2015 році телеканал Євроспорт випустив 30-хвилинний документальний фільм про Алістера Картера під назвою "Незламний" (Unbreakable).